# Nicaragua címere

Nicaragua címere

Nicaragua címere egy háromszög alakú pajzs, rajta öt vulkán, felettük a Szabadság-sapka, a Nap és egy szivárvány íve látható. A háromszög köré a „Republica de Nicaragua— America Central” feliratot írták fel. A címert 1908-ban fogadták el, és megtalálható a zászlón is.